# Elia di San Clemente

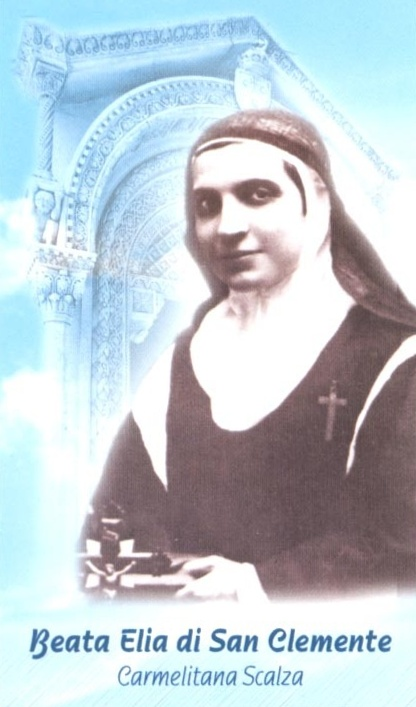
Elia di San Clemente

Elia di San Clemente (dt. Elia vom hl. Clemens) (bürgerlicher Name: Teodora Fracasso) (* 17. Januar 1901 in Bari, Italien; † 25. Dezember 1927 ebenda) war eine italienische Nonne im Orden der Unbeschuhten Karmelitinnen und wird in der katholischen Kirche als Selige verehrt.

## Leben
Theodora Fracasso wuchs in einer katholischen Familie auf. Nach einer Vision, in der ihr Therese von Lisieux erschien, entschloss sie sich, Nonne zu werden. Am 8. April 1920 trat sie in den Karmel des Hl. Josef der Unbeschuhten Karmelitinnen in Bari ein und nahm den Ordensnamen Elia di San Clemente an. 1925 legte sie die Ordensgelübde ab. In ihrem spirituellen Leben orientierte sie sich am Kleinen Weg der hl. Therese von Lisieux. Nachdem sie Opfer von Verleumdungen und sonstigen Prüfungen wurde, führte sie ein verborgenes Leben, in welchem sie sich dem mystischem Gebetsleben widmete.  Sr. Elia di San Clemente wurde am 18. März 2006 in Bari seliggesprochen. Ihr Gedenktag in der Liturgie ist der 29. Mai.